# 绝对值

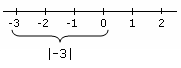
絕對值可視作該數與零之間的距離

在数学中，实数{\displaystyle a}的绝对值或模，记号为{\displaystyle |a|}，是指去掉{\displaystyle a}的符号所得的非负值。若{\displaystyle a}是正数，则{\displaystyle |a|=a}； 若{\displaystyle a}是负数（则{\displaystyle -a}是正数），则{\displaystyle |a|=-a}；零的绝对值为零（{\displaystyle |0|=0}）。例如，{\displaystyle 3}和{\displaystyle -3}的绝对值都是{\displaystyle 3}。绝对值可看作该数和零之间的距离。
绝对值的定义也可以从实数扩展到复数、四元数、有序环、域、向量空间等范围。在数学和物理中，绝对值与量、距离、范数等概念密切相关。

## 實數的絕對值

實數絕對值的平面座標圖

若實數 {\displaystyle a\neq 0}，則在兩個相互對稱的數 {\displaystyle a} 和 {\displaystyle -a} 中恰有一個數大於 0，這個大於 0 的數就稱為數 {\displaystyle a} 和數 {\displaystyle -a} 的絕對值，記為 {\displaystyle \left|a\right|=\left|-a\right|} ，0 的絕對值為 0 。
一個數的絕對值最小值為0，某數的絕對值表示為 {\displaystyle |} 某數 {\displaystyle |} 。對於所有實數 {\displaystyle x} ：若 {\displaystyle x} 是負數， {\displaystyle |x|=-x} （即是 {\displaystyle -x} 是一個正數）；若 {\displaystyle x} 非負， {\displaystyle |x|=x} 本身。即：
{\displaystyle \left|a\right|={\begin{cases}a&(a>0)\\0&(a=0)\\-a&(a<0)\end{cases}}}
一個數的絕對值可以視為該數在数線上的点和零的距離。例如 3 同時是 3 和 -3 的絕對值。
絕對值有以下性質：
1. {\displaystyle |a|\geq 0}
2. 若 {\displaystyle a=0}，{\displaystyle |a|=0}
3. {\displaystyle |ab|=|a||b|}
4. 若 {\displaystyle b\neq 0}，{\displaystyle |{\frac {a}{b}}|={\frac {|a|}{|b|}}}
5. {\displaystyle |a+b|\leq |a|+|b|}  ( 見三角不等式 )
6. {\displaystyle |a-b|\geq {\Big |}{\big |}a{\big |}-{\big |}b{\big |}{\Big |}}
7. 若 {\displaystyle a>0}，則{\displaystyle a=\left|a\right|}；若{\displaystyle a<0}，則{\displaystyle a=-\left|a\right|}

## 複數的絕對值
複數的絕對值定義為：若{\displaystyle z=a+ib}，則 {\displaystyle |z|={\sqrt {a^{2}+b^{2}}}={\sqrt {z{\bar {z}}}}}（見平方根和共軛複數）。它符合以上的六項性質，但以下的三項就不成立：
1. {\displaystyle \left|a\right|={\sqrt {a^{2}}}}
2. {\displaystyle |a|\leq b} 若且唯若 {\displaystyle -b\leq a\leq b}
3. {\displaystyle |a|\geq b} 若且唯若 {\displaystyle a\leq -b}  或  {\displaystyle b\leq a}

但此時有
1. {\displaystyle |{\bar {z}}|=|z|}
2. {\displaystyle {\sqrt {z{\bar {z}}}}=|z|}

最後兩道式子常用於計算涉及複數絕對值的不等式。

## 有序環上的絕對值
絕對值的定義可以照搬到有序環上。定義如下：
{\displaystyle |a|={\begin{cases}a,&\;a\geq 0\\-a,&a<0,\end{cases}}}
其中 {\displaystyle -a} 是 {\displaystyle a} 的加法反元素，而 0 是有序環的加法單位元素。

## 域上的絕對值
在抽象的域上，我們用絕對值的基本性質來推廣定義。一個域 {\displaystyle F} 上的絕對值是一個函數 {\displaystyle |\cdot |:F\rightarrow \mathbb {R} }，滿足以下四條公理:
| {\displaystyle \|a\|\geq 0}                | 非負性質   |
| {\displaystyle \|a\|=0\iff a=\mathbf {0} } | 正定性質   |
| {\displaystyle \|ab\|=\|a\|\cdot \|b\|\,}  | 積性       |
| {\displaystyle \|a+b\|\leq \|a\|+\|b\|}    | 三角不等式 |
由以上公理可以導出 {\displaystyle |1|=1}。距離函數 {\displaystyle d(x,y)=|x-y|} 賦予 {\displaystyle F} 度量空間結構。
如果將定義中的三角不等式換作以下較強的形式（有時又叫做強三角不等式）
{\displaystyle \forall a,b\in F\quad |a+b|\leq \mathrm {max} \{|a|,|b|\}}
則稱 {\displaystyle (F,|\cdot |)}為超度量域，或稱絕對值 {\displaystyle |\cdot |} 不滿足阿基米德性質；反之則稱 {\displaystyle |\cdot |} 滿足阿基米德性質。。
超度量域的典型例子是 p進數域。一般來說，值群在 {\displaystyle \mathbb {R} } 裡的賦值環對應到超度量域，此時賦值與絕對值的關係由 {\displaystyle |x|:=a^{v(x)}} 給出，其中 {\displaystyle a\in [0,1]}；不同的 {\displaystyle a} 給出等價的拓撲結構。

## 微積分
絕對值函數在{\displaystyle x=0}不可導。
{\displaystyle {\frac {d}{dx}}|x|={\frac {x}{|x|}}={\begin{cases}1&x>0\\-1&x<0\end{cases}}}
{\displaystyle \int |x|dx={\frac {x|x|}{2}}+C}
其中{\displaystyle C}是積分常數。

## 演算法
C 語言關於絕對值的函數有： abs(), labs(), llabs()（在 C99 中），fabs()、fabsf() 與 fabsl() 函數計算一個對象的絕對值。當輸入值不是最大負整數時，很容易寫出計算絕對值的巨集或函數。
以下巨集可接受整數或浮點數：
```
#define abs(i) ((i)>0 ? (i) : (-i))

```

如果以函數計算，需要寫多個函數，多載來處理不同數據類型：
```
int
 
abs
 
(
int
);

float
 
abs
 
(
float
);

double
 
abs
 
(
double
);

int
 
abs
 
(
int
 
i
)
 
{

  
if
 
(
i
>
0
)
 
{

    
return
 
i
;

  
}
 
else
 
{

    
return
 
-
i
;

  
}

}

```

關於浮點數的絕對值演算法就要用點技巧，因為要為無窮大及 NaN（Not a Number）撰寫特別的程式碼。
在 Pascal、Fortran 和 Matlab 語言裡，取得絕對值的函數是 abs，可以計算整數、實數，以及複數。
如以組合語言撰寫，應有可能以三行指令在暫存器內完成絕對值的判斷與轉換演算法，以下例子是 x86指令集架構上的 32 位元暫存器，採英特爾語法。
```
cdq

xor
 
eax
,
 
edx

sub
 
eax
,
 
edx

```

cdq 指令將帶號位元（sign bit）的 eax 轉成 edx。如果 eax 是非負值，那 edx 變成 0，接下來的兩個指令會沒有影響，eax 將不變。如果 eax 是負數，那麼 edx 會變成 0xFFFFFFFF ，或是 -1。接下來的兩個指令會變成倒轉的二補數，並從 eax暫存器中取得負數的絕對值。